# Commonwealth Games 2010/Turnen
Bei den Commonwealth Games 2010 in Neu-Delhi fanden im Gerätturnen 14 Wettbewerbe statt, acht für Männer und sechs für Frauen. Austragungsort war die Indira Gandhi Arena. Die Australierin Lauren Mitchell war mit vier Goldmedaillen die erfolgreichste Athletin. Bei den Männern konnten vier verschiedene Turner je zwei Goldmedaillen gewinnen.

## Männer

### Mannschaftsmehrkampf
| Platz | Land       | Sportler                                                                           | Punkte  |
| ----- | ---------- | ---------------------------------------------------------------------------------- | ------- |
| 1     | Australien | Samuel Offord Joshua Jefferis Thomas Pichler Luke Wiwatowski Prashanth Sellathurai | 259,050 |
| 2     | England    | Max Whitlock Luke Folwell Danny Lawrence Reiss Beckford Steve Jehu                 | 256,750 |
| 3     | Kanada     | Jason Scott Robert Watson Tariq Dowers Anderson Loran Ian Galvan                   | 248,500 |

Datum: 4. Oktober 2010, 16:30 Uhr

### Einzelmehrkampf
| Platz | Land       | Sportler        | Punkte |
| ----- | ---------- | --------------- | ------ |
| 1     | England    | Luke Folwell    | 85,550 |
| 2     | England    | Reiss Beckford  | 85,450 |
| 3     | Australien | Joshua Jefferis | 84,750 |

Datum: 6. Oktober 2010, 13:30 Uhr

### Barren
| Platz | Land       | Sportler             | Punkte |
| ----- | ---------- | -------------------- | ------ |
| 1     | Australien | Joshua Jefferis      | 14,625 |
| 2     | England    | Luke Folwell         | 14,200 |
| 3     | Australien | Prashant Sellathurai | 14,000 |

Datum: 8. Oktober 2010, 19:20 Uhr

### Boden
| Platz | Land       | Sportler       | Punkte |
| ----- | ---------- | -------------- | ------ |
| 1     | Australien | Thomas Pichler | 14,675 |
| 2     | England    | Reiss Beckford | 15,625 |
| 3     | Indien     | Ashish Kumar   | 14,475 |

Datum: 7. Oktober 2010, 17:00 Uhr

### Pauschenpferd
| Platz | Land       | Sportler             | Punkte |
| ----- | ---------- | -------------------- | ------ |
| 1     | Australien | Prashant Sellathurai | 15,500 |
| 2     | England    | Max Whitlock         | 15,125 |
| 3     | Singapur   | Thuang Chan          | 14,200 |

Datum: 7. Oktober 2010, 18:10 Uhr

### Reck
| Platz | Land    | Sportler         | Punkte |
| ----- | ------- | ---------------- | ------ |
| 1     | Zypern  | Dimitris Krasias | 13,900 |
| 2     | Kanada  | Anderson Loran   | 13,625 |
| 3     | England | Max Whitlock     | 13,575 |

Datum: 8. Oktober 2010, 18:10 Uhr

### Ringe
| Platz | Land       | Sportler            | Punkte |
| ----- | ---------- | ------------------- | ------ |
| 1     | Australien | Samuel Offord       | 14,825 |
| 2     | England    | Luke Folwell        | 14,750 |
| 3     | Zypern     | Irodotos Georgallas | 14,650 |

Datum: 7. Oktober 2010, 19:20 Uhr

### Sprungtisch
| Platz | Land    | Sportler     | Punkte |
| ----- | ------- | ------------ | ------ |
| 1     | England | Luke Folwell | 15,762 |
| 2     | Indien  | Ashish Kumar | 15,312 |
| 3     | Kanada  | Ian Galvan   | 15,037 |

Datum: 8. Oktober 2010, 17:00 Uhr

## Frauen

### Mannschaftsmehrkampf
| Platz | Land       | Sportlerinnen                                                                       | Punkte  |
| ----- | ---------- | ----------------------------------------------------------------------------------- | ------- |
| 1     | Australien | Emily Little Ashleigh Brennan Georgia Bonora Lauren Mitchell Georgia Wheeler        | 163,700 |
| 2     | England    | Charlotte Lindsley Laura Edwards Jocelyn Hunt Imogen Cairns Becky Wing              | 158,200 |
| 3     | Kanada     | Gabby May Cynthia Lemieux-Guillemette Kristin Klarenbach Emma Willis Catherine Dion | 154,750 |

Datum: 5. Oktober 2010, 16:00 Uhr

### Einzelmehrkampf
| Platz | Land       | Sportlerin      | Punkte |
| ----- | ---------- | --------------- | ------ |
| 1     | Australien | Lauren Mitchell | 58,200 |
| 2     | Australien | Emily Little    | 55,850 |
| 3     | Australien | Georgia Bonora  | 54,950 |

Datum: 6. Oktober 2010, 17:00 Uhr

### Boden
| Platz | Land       | Sportlerin       | Punkte |
| ----- | ---------- | ---------------- | ------ |
| 1     | England    | Imogen Cairns    | 14,200 |
| 2     | Australien | Lauren Mitchell  | 13,925 |
| 3     | Australien | Ashleigh Brennan | 13,425 |

Datum: 8. Oktober 2010, 18:50 Uhr

### Schwebebalken
| Platz | Land       | Sportlerin                  | Punkte |
| ----- | ---------- | --------------------------- | ------ |
| 1     | Australien | Lauren Mitchell             | 14,475 |
| 2     | Singapur   | Heem Wei Lim                | 12,825 |
| 3     | Kanada     | Cynthia Lemieux-Guillemette | 12,825 |

Datum: 8. Oktober 2010, 17:40 Uhr

### Sprungtisch
| Platz | Land      | Sportlerin      | Punkte |
| ----- | --------- | --------------- | ------ |
| 1     | England   | Imogen Cairns   | 13,775 |
| 2     | Südafrika | Jennifer Khwela | 13,737 |
| 3     | Kanada    | Gabby May       | 13,712 |

Datum: 7. Oktober 2010, 17:40 Uhr

### Stufenbarren
| Platz | Land       | Sportlerin                  | Punkte |
| ----- | ---------- | --------------------------- | ------ |
| 1     | Australien | Lauren Mitchell             | 14,150 |
| 2     | Australien | Georgia Bonora              | 13,925 |
| 3     | Kanada     | Cynthia Lemieux-Guillemette | 13,350 |

Datum: 7. Oktober 2010, 17:00 Uhr

## Medaillenspiegel
| Platz | Land       | Gold | Silber | Bronze | Gesamt |
| ----- | ---------- | ---- | ------ | ------ | ------ |
| 1     | Australien | 9    | 3      | 4      | 16     |
| 2     | England    | 4    | 7      | 1      | 12     |
| 3     | Zypern     | 1    | –      | 1      | 2      |
| 4     | Kanada     | –    | 1      | 6      | 7      |
| 5     | Singapur   | –    | 1      | 1      | 2      |
|       | Indien     | –    | 1      | 1      | 1      |
| 7     | Südafrika  | –    | 1      | –      | 1      |